# Annika Janson
Annika Maria Janson, född 12 juli 1962 i Örgryte församling i Göteborg, är en svensk barnläkare, forskare och skribent. Hon är dotter till Anna-Karin Tengsjö-Janson och Allan Janson. Annika Janson tog läkarexamen 1988 vid Karolinska Institutet i Stockholm och arbetar sedan 1990 på Karolinska Universitetssjukhuset. Hon disputerade 1998 och är numera specialist i barn- och ungdomsmedicin och överläkare vid enheten för barnendokrinologi och metabola sjukdomar vid Astrid Lindgrens Barnsjukhus, Karolinska Universitetssjukhuset och sedan 2021 docent vid Karolinska Institutet. Hon är forskningsaktiv inom barnendokrinologi och barnobesitas.
Annika Janson har också ett forskningsintresse för global hälsa och har arbetat i Pakistan, Afghanistan och Tanzania. Senaste arbetade hon i Etiopien med Ethiopian Public Health Institute där hon var anställd av London School of Hygiene & Topical Medicine.
Annika Janson har medverkat som krönikör i Dagens Medicin sedan tidningen grundades 1992 och är sedan 2020 vice chefredaktör för den vetenskapliga tidskriften Acta Paediatrica.
Hon är gift med Torbjörn Pettersson och har tre vuxna barn.